# モザンビーク海峡
モザンビーク海峡（モザンビークかいきょう、ポルトガル語: Canal de Moçambique、フランス語:Canal du Mozambique、マダガスカル語:Lakandranon' i Môzambika）は、アフリカ南東部、モザンビークとマダガスカルとの間にある海峡。長さ約1,600km、幅400～800km。ヨーロッパとアジアを結ぶ航路として重要であり、北部にコモロ諸島（コモロおよびフランス領マヨット）、南部にバサス・ダ・インディア島、ユローパ島などの島がある。北から南へモザンビーク海流が流れる。
モザンビークの排他的経済水域内では各国企業による液化天然ガス（LNG）生産計画が進んでおり、日揮がプラントを受注している。

## 範囲
国際水路機関はモザンビーク海峡の境界を以下のように定めている。
- 北：ルブマ川河口 (10°28′S 40°26′E) からコモロ諸島北端のRas Habuを経てマダガスカル北端のCap d'Ambre (11°57′S 49°17′E) とを結ぶ線。
- 南：マダガスカル南端のSainte-Marie岬とポンタ・ド・オウロ (26°53′S 32°56′E) を結ぶ線。

## モザンビーク海峡におけるフランスのプレゼンス
フランスはマヨット島と散在諸島を通じてプレゼンスを維持しており、レユニオン島を経由して軍事プレゼンスを維持しています。海軍部隊はレユニオン島を経由し、定期的にパトロールを行っています。これらの島々は排他的経済水域（EEZ）を有し、豊富な漁業資源と潜在的な炭化水素資源を有しています。フランスにとって真の課題は、マダガスカルの脅威に直面しながら、コモロ諸島、特に散在諸島に対するマヨット島の主権を維持することです。マダガスカルは、これらの島々はマダガスカルの属国であり、独立が達成された暁にはフランスではなくマダガスカルに返還されるべきであると主張し、フランスのプレゼンスに法的に異議を唱えています。

## 主な島
- コモロ諸島 - アンジュアン島、グランドコモロ島、モヘリ島、マヨット島
- フアン・デ・ノヴァ島
- バサス・ダ・インディア
- ユローパ島

### モザンビーク沿岸
- キリンバス諸島 - イボ島、マテモ島

### マダガスカル沿岸
- ノシ・ベ
- ベラフィア島
- ミツィウ島